# بانیچینا
بانیچینا (به صربی: Baničina) یک منطقهٔ مسکونی در صربستان است که در اسمدرفسکا پلانکا واقع شده‌است. بانیچینا ۱٬۱۸۹ نفر جمعیت دارد.